# Formule Zetec
La Formule Zetec est un championnat automobile de monoplace réservé aux Formule Ford à moteur Zetec se disputant principalement en France.

## Historique
Créé en 2009, pour faire suite au championnat de France de Formule Ford disparu en 2005, la première saison s'appela Formula Zetec Trophy avant d'être renommé Formule Zetec en 2010.
Cette compétition utilise des Formule Ford Zetec des années 1993 à 2004. Elle est organisée par la société T.O.P (Trophées Organisation et Promotion).
La particularité de la formule est l’absence de tout appendice aérodynamique: les ailerons avant et arrière sont interdits. Les pneumatiques utilisés sont mixtes, des Yokohama A048.
Faute de participants, le championnat disparait fin 2012. Il reprendra, en 2014, sous l'impulsion de la société JOS.

## Palmarès
| Année | Vainqueur          | Nationalité | Voiture     |
| 2009  | François Jeanneret | Suisse      | Swift SZ 97 |
| 2010  | Manuel Béguinot    | France      | Van Diemen  |
| 2011  | Thomas Craincourt  | France      | Mygale      |